# Luzon Central

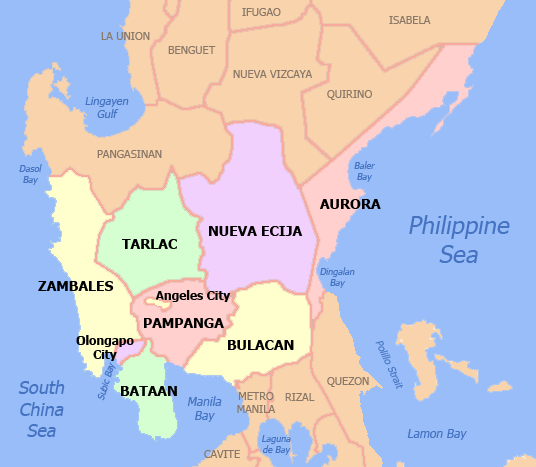
Mapa polític de Luzon Central

Luzon Central (en filipí Gitnang Luzon, en anglès Central Luzon) és una regió de les Filipines, designada com a Regió III. Comprèn la gran plana central de l'illa de Luzon, la més gran de l'arxipèlag, que genera la major producció d'arròs del país, fet que li ha donat a la regió el sobrenom d'«el Plat d'Arròs de les Filipines».
Limita al nord amb les regions d'Ilocos, la Cordillera i la Vall de Cagayan; al sud amb la Regió de la Capital Nacional (Metro Manila) i CALABARZON; a l'est amb el mar de les Filipines i a l'oest amb el mar de la Xina Meridional.
Consta de set províncies: Aurora, Bataan, Bulacan, Nueva Ecija, Pampanga, Tarlac i Zambales, a més de les ciutats independents d'Angeles o Olongapo. La ciutat de San Fernando és la capital regional.
La superfície de la regió és de 21.542 km². Segons el cens de 2007, té una població de 9.709.177 habitants, amb què era la tercera més poblada de les 17 regions del país.

## Províncies i ciutats independents
La regió de Luzon Central està composta per 7 províncies i 2 ciutats independents:
| Província/Ciutat     | Capital      | Població (2007) | Àrea (km²) | Densitat de població (per km²) |
| -------------------- | ------------ | --------------- | ---------- | ------------------------------ |
| Prov. d'Aurora       | Baler        | 187.802         | 3.147,3    | 59,7                           |
| Prov. de Bataan      | Balanga      | 662.153         | 1.373,0    | 482,3                          |
| Prov. de Bulacan     | Malolos      | 2.822.216       | 2.774,9    | 1.017,1                        |
| Prov. de Nueva Ecija | Palayan      | 1.843.853       | 5.751,3    | 320,6                          |
| Prov. de Pampanga    | San Fernando | 1.911.951       | 1.984,7    | 963,3                          |
| Prov. de Tarlac      | Tarlac       | 1.243.449       | 2.736,6    | 454,4                          |
| Prov. de Zambales    | Iba          | 1493.085        | 3.529,4    | 139,7                          |
|                      |              |                 |            |                                |
| Ciutat d'Angeles     | —            | 317.398         | 60,3       | 5.266,3                        |
| Ciutat d'Olongapo    | —            | 227.270         | 185,0      | 1.228,5                        |
|                      |              |                 |            |                                |
| Luzon Central        | San Fernando | 9.709.177       | 21.542,5   | 450,7                          |

Tot i que l'Oficina Nacional d'Estadística, amb finalitats estadístiques, agrupa les ciutats d'Angeles i Olongapo dins de les províncies de Pampanga i Zambales respectivament, com a ciutats altament urbanitzades són administrativament independents de les seves províncies.